# 妙清
妙清（みょうせい、ミョチョン、朝鮮語: 묘청、生年不明 - 1135年）は、高麗時代の僧。妙清の乱の首謀者。改名して浄心といった。

## 人物
西京（平壌）出身。風水に通じ、日者（天文を観測し吉凶を占う者）白寿翰の師となり、ともに陰陽の術をもって仁宗に取り入ってブレーンとなった。天変地異の多い上京（首都の開城）から西京に遷都すれば国は栄えると進言した。仁宗はこれを受け入れて西京に巡幸し、廷臣のなかにも妙清支持者が増加した。これに対して金富軾らは遷都に強く反対し妙清を排撃した。これに対抗して妙清は1135年に西京で反乱を起こし、国号を「大為」と称し、元号を「天開」としたため、仁宗は金富軾に命じて討伐させた。